# Мусафир
Муса́фир (араб. مسافر‎) — исламский термин, которым обозначается путник, человек находящийся в пути. Мусафиром считается тот, кто выехал на расстояние около 90 км от окраины своего населенного пункта. Оказание гостеприимства путникам и помощь им считается для мусульман богоугодным делом. Само путешествие называется сафаром.

## Определение
Путешествием считается пеший переход в течение 18 часов. По суше это расстояние составляет около 90 километров, а при морском путешествии — 60 миль. Шариатские предписания в отношении мусафиров не зависят от транспортного средства, на котором он путешествует и от промежутка времени, на которое он отправился в путь, выразив намерение.
Согласно ханафитскому мазхабу, если мусафир намерен остаться в чужом городе или селении на 15 дней, то он там перестаёт считаться мусафиром и обязан совершать намазы полностью. Человек считается мусафиром в том случае, если он не имеет намерения оставаться в сафаре на 15 дней, но по какой-либо серьёзной причине вынужденный задерживаться месяцами, даже годами, рассчитывая отправиться в обратный путь не сегодня, так завтра, независимо от срока пребывания.
О сокращении молитв во время путешествий говорится в Коране.

Когда вы странствуете по земле, то на вас не будет греха, если вы укоротите некоторые из намазов, если вы опасаетесь искушения со стороны неверующих. Воистину, неверующие являются вашими явными врагами.

Оригинальный текст (ар.)وَإِذَا ضَرَبْتُمْ فِي الْأَرْضِ فَلَيْسَ عَلَيْكُمْ جُنَاحٌ أَنْ تَقْصُرُوا مِنَ الصَّلَاةِ إِنْ خِفْتُمْ أَنْ يَفْتِنَكُمُ الَّذِينَ كَفَرُوا ۚ إِنَّ الْكَافِرِينَ كَانُوا لَكُمْ عَدُوًّا مُبِينًا—  4:101 (Кулиев)

## Родина
Понятие родины (ватан) в исламе делится на три вида:
- ватан асли — это место, где человек родился или создал семью, а также место где человек намерен там жить постоянно. Если человек изменил своё место жительства и, приехав на свой прежний ватан асли, останется здесь менее чем на 15 дней, то он должен будет сокращать 4-х ракаатные намазы до двух ракаатов. Если у мусульманина две и более жены и каждая из них живёт в другом населённом пункте, то при пребывании у своих законных жён он нигде не будет считаться мусафиром.
- ватан икамат — это место, находящееся на расстоянии не менее 90 километров от ватана асли и где мусафир намерен оставаться на срок более 15 дней. В ватан икамат 4-х ракаатные намазы не сокращаются.
- ватан сукна — это место, находящееся на расстоянии не менее 90 километров от ватана асли и где мусафир намерен оставаться на срок менее 15 дней. В ватан сукна 4-х ракаатные намазы сокращаются до двух ракаатов[2].

## Послабления
В исламских канонах существуют послабления для мусафиров при совершении молитв и соблюдении поста. Так, путникам разрешается сокращать 4-х ракаатные обязательные молитвы и не соблюдать пост месяца Рамадан. Пропущенные посты путник обязан возместить при возвращении домой.
Вечерний и утренний намаз, витр и все 4-х ракатные суннат-намазы должны совершаться без сокращений, полностью. Во время остановок в пути, когда мусафир совершает намаз, присоединившись к местному имаму (муким), он должен совершить намаз полностью совместно с джамаатом. Если мусафир совершает намаз в роли имама, то он и другие мусафиры заканчивают намаз после двух ракаатов. Если в таком джамаате присутствуют постоянные местные жители (мукым), то после завершения намаза имамом-мусафиром они встают и доводят намаз до конца.
Во время путешествий разрешается не совершать добровольные молитвы до и после обязательных молитв (ратибаты). Исключение составляет утренняя молитва, до совершения которой желательно совершить 2-х ракаатную добровольную молитву.
Если мусафир во время путешествия пропустил 4-х ракаатные обязательные намазы, то он возмещает их, находясь в сафаре или по возвращении в место постоянного проживания, как 2-х ракаатные намазы. Если мусульманин пропустит 4-х ракаатный намаз, находясь у себя на родине, и не успев их возместить там, отправится в путь, то и в месте временного пребывания он должен возместить их полностью (4 ракаата).